# 廷吉塔纳毛里塔尼亚
廷吉塔纳毛里塔尼亚（拉丁語：Mauretania Tingitana）是位于馬格里布的一个罗马行省，大致与今摩洛哥的北部重合。其领土自与直布罗陀相望的半岛向南延伸至萨拉与沃吕比利斯，向东达到了穆卢卡河。首府为廷吉斯（今丹吉尔）。

## 历史

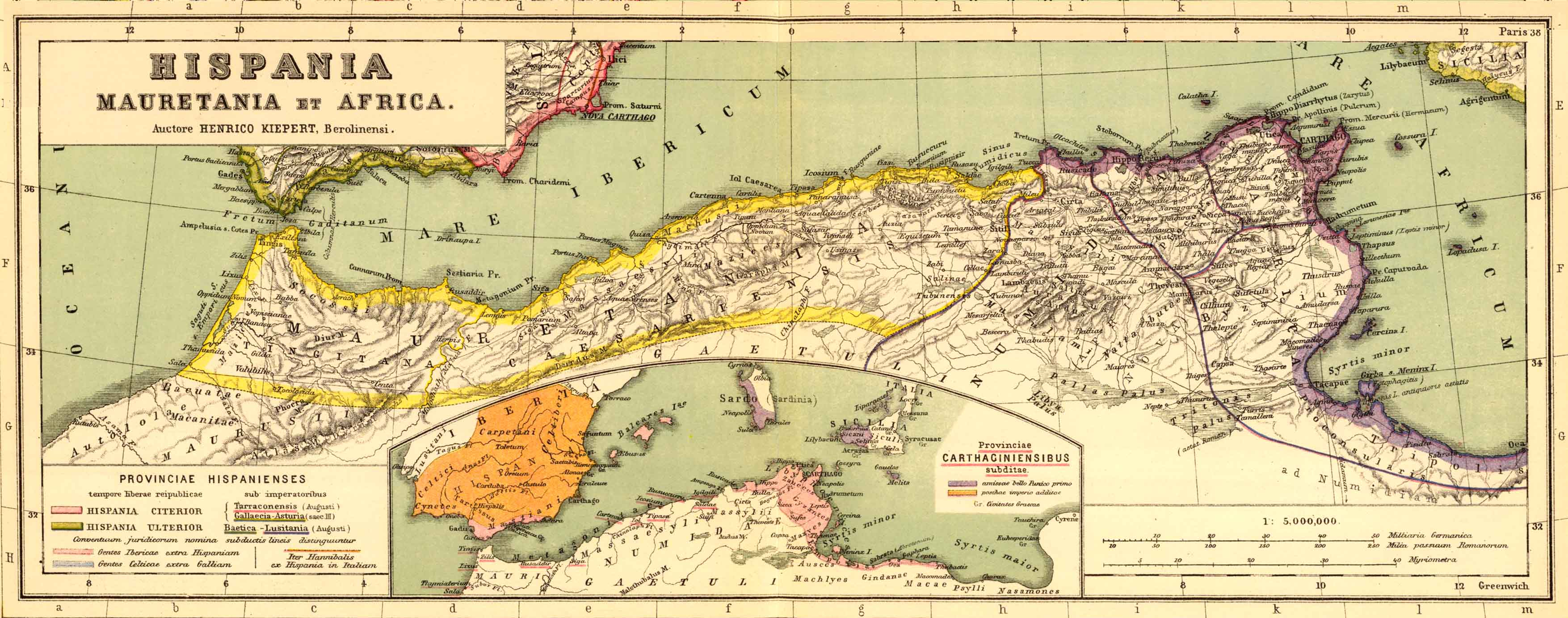
罗马于馬格里布的领土，表明廷吉塔纳毛里塔尼亚南部远及卡萨布兰卡

公元40年茅利塔尼亞王國的最后一任统治者托勒密被卡里古拉杀害后后，羅馬皇帝克劳狄乌斯大约于44年吞并了王国，并置为两个行省：廷吉塔纳毛里塔尼亚与凯撒毛里塔尼亚，均为元首行省:365。穆卢卡河成为二者的边界。
在3世纪的动乱中帝国丧失了大片的领土，北非的摩尔人部落进攻南部边界，到260年之前，已经放弃了廷吉斯以外的大部分地区，包括南部沃吕比利斯的设防边界以及东部的楔形地区。285年，戴克里先统治时期，罗马帝国自廷吉塔纳毛里塔尼亚的卢卡斯河以南地区撤出，但仍与沿海城市保持联系:369。行政改革中，廷吉塔纳毛里塔尼亚被归入高卢大区的西班牙管区:369。
随着汪达尔人的入侵，至429年时，廷吉塔纳毛里塔尼亚这种远离拜占庭帝国的地方已经实质独立。根据沃吕比利斯的碑文记录，6至7世纪，此地曾有一个土著人公国:391。533年，拜占庭将领贝利撒留自汪达尔人手中收复北非。7世纪，阿拉伯的倭马亚王朝又将整个北非占据:386。

## 延伸阅读
- J. B. Bury, History of the Later Roman Empire (online （页面存档备份，存于）)
- A. H. M. Jones, The Later Roman Empire, Blackwell, Oxford 1964. ISBN 0-631-15076-5
- Mugnai, N. . Quasar. 2018. ISBN 978-88-7140-853-8.
- Pauly-Wissowa（英语：Pauly-Wissowa） （德文）.
- Westermann, Großer Atlass zur Weltgeschichte （德文）.